# Садовник (фильм, 2022)
«Садовник» («Тихий садовник») (англ. Master Gardener) — художественный фильм режиссёра Пола Шредера. Главные роли исполнили Джоэл Эдгертон и Сигурни Уивер.
Премьера прошла 3 сентября 2022 года на 79-м Венецианском кинофестивале.

## Сюжет
Нарвел Рот — дотошный садовод в Грейсвуд Гарденс, красивом поместье, принадлежащем богатой вдове миссис Хаверхилл. Когда она приказывает Роту взять в ученики свою беспокойную внучатую племянницу Майю, его жизнь превращается в хаос, и всплывают тёмные тайны из его прошлого.

## В ролях
- Джоэл Эдгертон — Нарвел Рот
- Сигурни Уивер — миссис Норма Хаверхилл
- Квинтесса Свинделл — Майя Кор
- Эсай Моралес — Оскар Неруда
- Рик Коснетт — Стивен Коллинз

## Производство и премьера
В сентябре 2021 года стало известно, что Джоэл Эдгертон и Сигурни Уивер получили главные роли в фильме, автором сценария и режиссёром которого выступит Пол Шредер. Съёмки начались в Луизиане 3 февраля 2022 года, и должны будут пройти в районе Сент-Фрэнсисвилля в марте. 8 февраля к актёрскому составу присоединились Квинтесса Свинделл (пришла на смену Зендеи, которую Шредер первоначально планировал задействовать в фильме) и Эсай Моралес.
Премьера прошла 4 сентября 2022 года на 79-м Венецианском кинофестивале.

## Критика
На сайте Rotten Tomatoes фильм имеет рейтинг 70 % основанный на 20 отзывах, со средней оценкой 6.7/10.